# Paul Hölzig

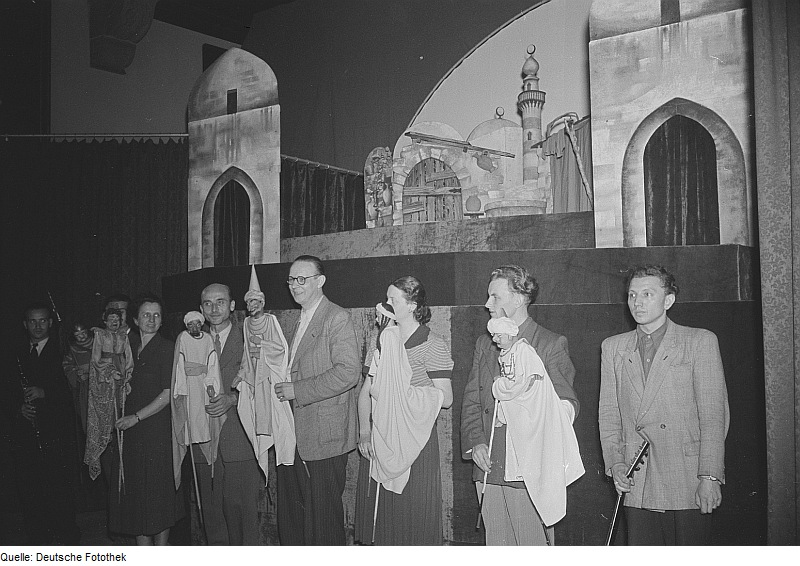
Paul Hölzig (Mitte) mit Kollegen (1951)

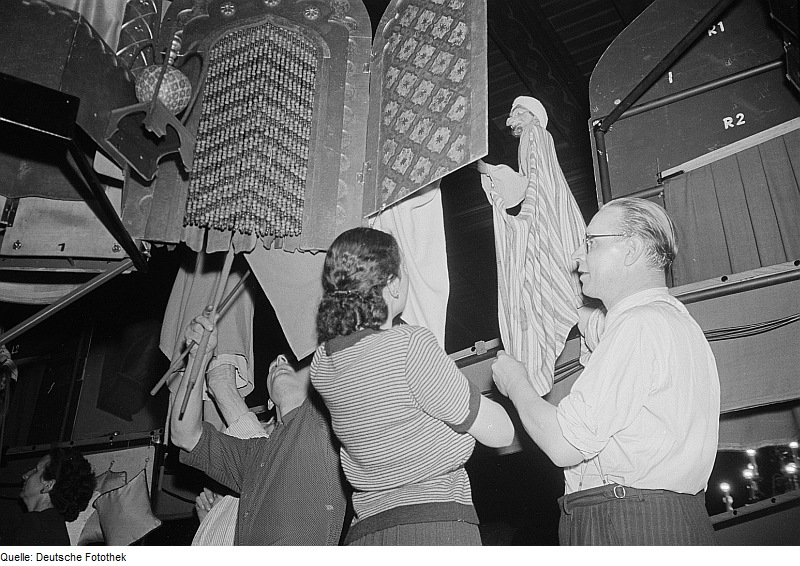
Paul Hölzig

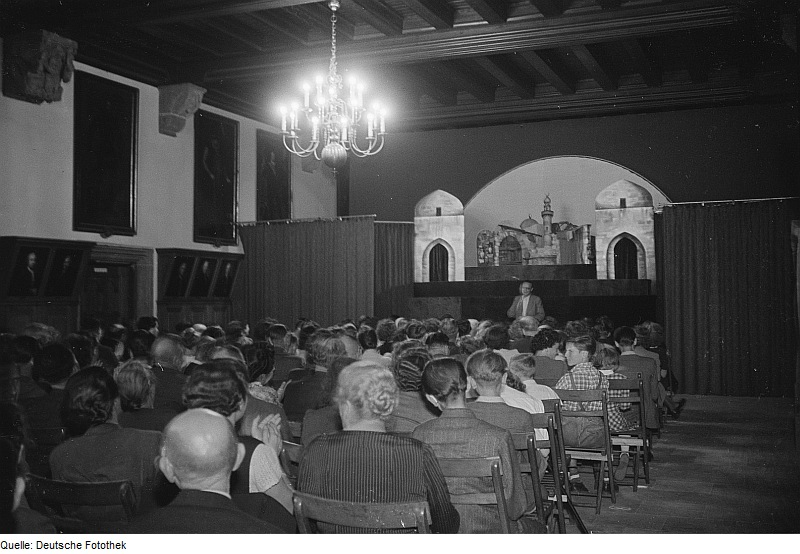
Aufführungsraum

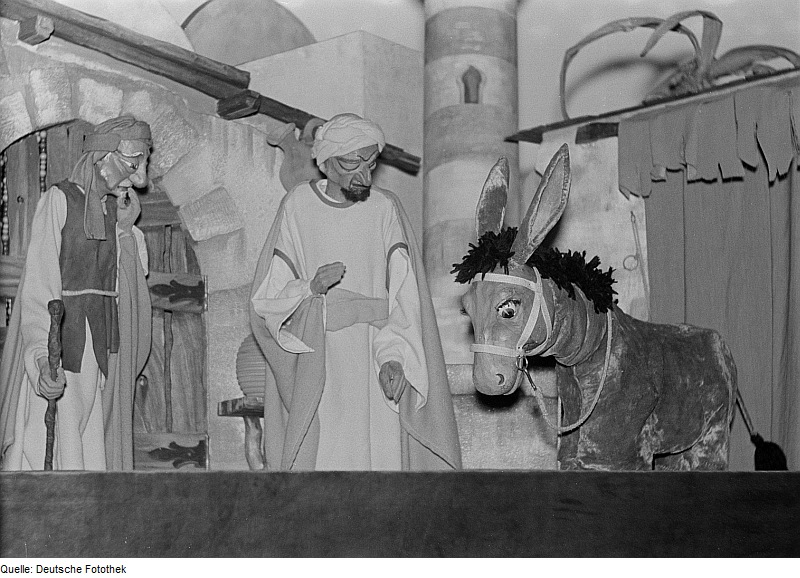
Szene der Hodsha Nasreddin-Geschichte 1951

Paul Hölzig (* 18. März 1911; † 29. Mai 1989 in Wetzlar-Naunheim) war ein deutscher Puppenspieler. Später (nach 1956) nannte er sich auch Leo Paolo und trat als Zauberkünstler auf.

## Leben und Werk
Paul Hölzig brach das Gymnasium vorzeitig ab, um sich einem Wanderzirkus anzuschließen. Angeregt durch das Spiel der Hohnsteiner Puppenspiele beschloss er jedoch, Berufspuppenspieler zu werden, und zwar nicht für den Jahrmarkt, sondern mit künstlerischen und pädagogischen Ambitionen.
1933 eröffnete er die Dresdner Puppenspiele und erreichte mit diesem ersten Theater – trotz baldiger spielerischer Einschränkung infolge des Zweiten Weltkrieges – eine regional große Popularität.
1950 sah Hölzig den bekannten Moskauer Puppenspieler Sergej Obraszow während einer Gastspielreise durch die DDR. Obraszows fulminales Puppentheater, das mit einem fünfzigköpfigen Mitarbeiterstab und in mehreren Eisenbahnwaggons anreiste, machte auf Hölzig einen derart großen Eindruck, dass er sich entschloss, Obraszows Vorbild folgend Berufspuppenspieler zu werden, wenn auch mit erheblich geringerem technischem Aufwand.
Hölzigs erste eigene Inszenierung kam bereits 1951 mit einer Hodsha-Nasreddin-Geschichte heraus, einem Stück in der Art eines nahöstlichen Till Eulenspiegels.
Hölzig spielte sowohl für Kinder als auch für Erwachsene und wurde bald schon zu einem der bekanntesten ostdeutschen Puppenspieler und zum DDR-Pendant des Hohnsteiner Kaspers und dessen Spieler Max Jacob, der in den 1950er Jahren bereits aus seiner sächsischen Heimat nach Westdeutschland übergesiedelt war und seither die bundesdeutsche Puppenspiellandschaft prägte.
Nach seinem Wohnort Bärenfels nannte Hölzig seine Bühne „Bärenfelser Puppenspiele“. Auf den ersten Blick ähnelte Hölzigs Kasper dem der Hohnsteiner Puppenspiele stark, bei näherer Betrachtung lassen sich jedoch einige entscheidende Unterschiede in der Figurengestaltung feststellen, die zum Teil auch auf unterschiedliche Spielweisen schließen lassen (z. B. holzgeschnitzte Puppenhände anstelle der für die Hohnsteiner typischen Stoffhände, was den Umgang mit Requisiten erheblich erschwerte). Hölzigs bevorzugter Figurenschnitzer war Helmut Lange; später schnitze Hölzig seine Figuren auch selbst oder fertigte sie im Kaschierverfahren an.
Hölzig war zudem ein geübter Zeichner, der seine Spielpläne und Plakate mit leichter Feder selbst illustrieren konnte, und ein überaus feinsinniger Texter, dessen Puppenspielliteratur über ein ungewöhnlich hohes sprachliches Niveau verfügte.
Zu Hölzigs bekanntesten Inszenierungen gehörte das Stück Der fröhliche Sünder, 1951 mit finanzieller Unterstützung des DDR-Kulturfonds uraufgeführt und als eine der besten ostdeutschen Puppenspielaufführungen gerühmt. Der Erfolg des Fröhlichen Sünders führte zur Erhebung der Bärenfelser Puppenspiele zum „Staatlichen Puppentheater Dresden“; Hölzig war für deren künstlerische Leitung vorgesehen, zog sich aber wegen zeitlicher Verzögerungen vorzeitig von dieser Aufgabe zurück.
Weitere Titel aus Hölzigs Spielplan waren u. a.: Doktor Fausts Höllenfahrt, Der Boan'lkramer, Die Sage von der Wassernixe Undine, Im Weißen Rößl und Der Weihnachtsberg.
Die Geschichte der Bärenfelser Puppenspiele endete jedoch bereits 1956, als Hölzig von der DDR in die BRD übersiedelte. Im Westen arbeitete er in verschiedenen Berufen, u. a. als Leiter einer technografischen Firma und unter dem Pseudonym Leo Paolo als Zauberkünstler und Mäusedresseur. Nur wenige erkannten in ihm noch den großen Künstler des Puppentheaters. Vereinsamt und arm starb der Künstler in einem Altenheim in Wetzlar.
In Bärenfels erinnert noch ein Puppentheaterfestival und eine kleine Figurenausstellung an den 1989 verstorbenen Meister des Handpuppenspiels. Im Bühnenlicht zu sehen sind Puppen aus dem Nachlass von Paul Hölzig nur noch bei den Piccolo Puppenspielen, die ihr Stück Das verschwundene Mondlicht mit Figuren der Bärenfelser Puppenspiele inszeniert haben.

## Ausstellung
- 28. November 2002 bis 26. Oktober 2003: Der Bärenfelser Kasper und die Gründung des Staatlichen Puppentheaters Dresden, Hohenhaus, Radebeul